# Mamblas (Zaragoza)
Mamblas fue un pueblo en el actual término municipal de Zaragoza, cerca de la desembocadura del río Gállego en el Ebro. Sus términos corresponden a los territorios hoy en Montañana, Santa Isabel y Villamayor de Gállego.

## Toponimia
Mamblas es un topónimo recurrente en la península ibérica que proviene del latino MAMMŬLa (MAMMA con sufijo -ula), haciendo referencia a formas del terreno como por ejemplo antepueyos o pendios sinclinales. Existió la variante toponímica con el artículo árabe aglutinado, Almamblas, visible en los "Documentos del Pilar":

in termino de Almamblas  VIII kafices de terra seminatura

## Historia
En los "Documentos del Pilar" ya se menciona un casal llamado Mamblas justo después de la reconquista de Zaragoza. En 1151 Ramón Berenguer IV otorgó a los habitantes de Mamblas un corral.
En el siglo XIII el casal de Mamblas se fusionó con Montañana y Santa Isabel, formando los tres una única entidad de población en la desembocadura del río Gállego con el río Ebro. Esta entidad recibió la denominación de Mamblas por ser el núcleo más grande del conjunto. Pertenecía al Arciprestazgo de Zaragoza:

Item a vicario Dalfinden / Item a vicario de Mamblas  /Item a vicario de Villamaior

Es mencionado en el "monedaje de 1302", así como en los riegos de la acequia de Camarera en 1406 pero no en el fogaje de 1495.
Se usó Mamblas en los censos oficiales de 1910 y 1920 para referirse al actual barrio de Santa Isabel, que sería el continuador actual más directo del antiguo Mamblas.